# Shannon Walker
Shannon Walker (Houston, 4 giugno 1965) è un'ex astronauta statunitense.
Prima di venir selezionata come astronauta della NASA, Walker fu un controllore di volo robotico del programma Shuttle. Nel 2010 partecipò alla missione di lunga durata Expedition 24/25 a bordo della ISS, accumulando 163 giorni nello spazio. Nel novembre 2020 venne lanciata a bordo della Crew Dragon durante la prima missione operativa di quest'ultima, per raggiungere la ISS e prendere parte all'Expedition 64.

## Biografia

### Istruzione
Walker si diplomò nel 1983 presso la scuola superiore Westbury, a Houston. Successivamente conseguì una laurea in Fisica presso l'Università Rice, sempre a Houston, nel 1987. All'Università Rice, ottenne poi un Master in Scienze ed un Dottorato in Fisica dello Spazio, rispettivamente nel 1992 e 1993.

### Carriera come controllore di volo
Walker cominciò la propria carriera professionale presso la Rockwell Space Operation Company presso il Johnson Space Center (JSC) nel 1987 come controllore di volo robotico del programma Space Shuttle. Lavorò come controllore di volo presso il Centro di controllo missione in diverse missioni, tra cui la STS-27, STS-32, STS-51, STS-56, STS-60, STS-61 e STS-66. Dal 1990 al 1993, prese un periodo di aspettativa dal JSC, per frequentare corsi universitari, in cui il suo settore di studio fu l'interazione fra il vento solare e l'atmosfera venusiana. Nel 1995 entrò nel programma civile della NASA e iniziò a lavorare al JSC sul Programma della Stazione spaziale internazionale (ISS). Lavorò all'integrazione della componente robotica, insieme agli altri partner internazionale alla progettazione e alla costruzione dei dispositivi robotici per la ISS. Nel 1998 entrò a far parte della Mission Evaluation Room (MER) per la ISS, come manager del coordinamento per la risoluzione dei problemi della ISS una volta in orbita. Nel 1999 si trasferì a Mosca, per collaborare con Roscosmos, ed i relativi subappaltatori, nell'integrazione dell'avionica per la ISS, come anche per integrare la risoluzione di problemi. Tornò a Houston nel 2000, dopo un anno in Russia, e divenne direttore tecnico della MER della ISS e vice direttore dell'ufficio di ingegneria orbitale. Prima della selezione come candidato astronauta, Walker ricoprì il ruolo di direttore facente funzione dell'ufficio di ingegneria orbitale.

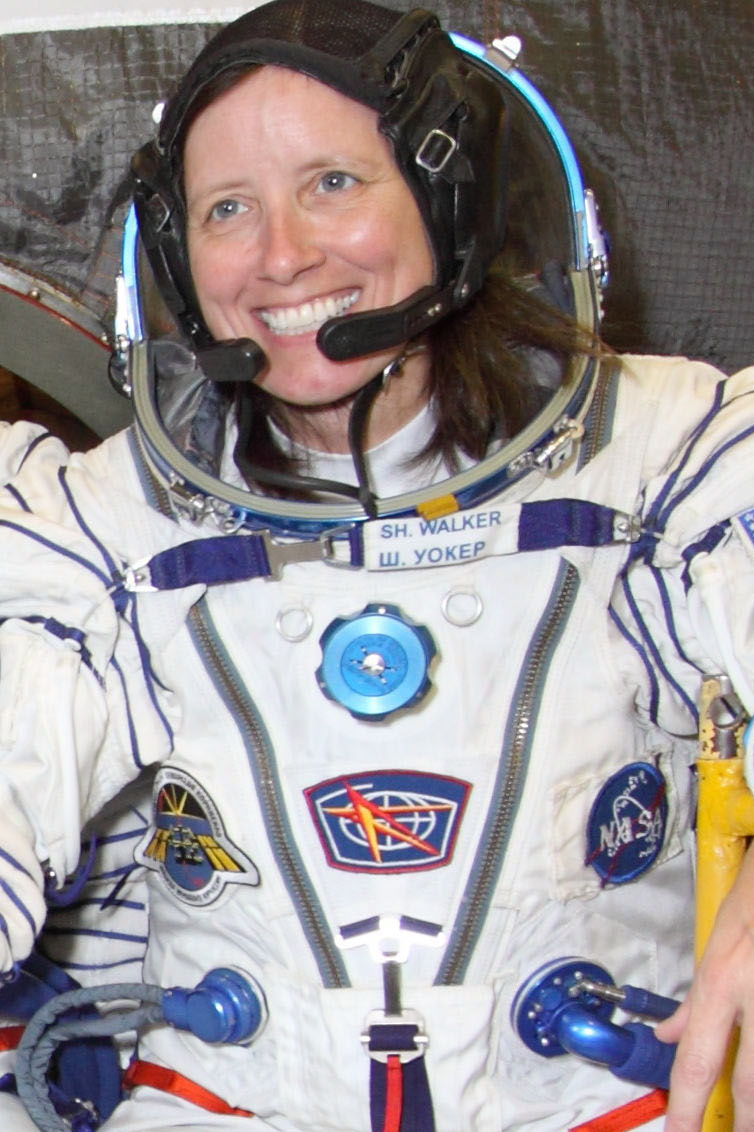
Walker durante gli ultimi controlli prima del lancio della Sojuz TMA-19

### Carriera come astronauta
Venne selezionata dalla NASA come candidata astronauta del Gruppo 19 nel maggio 2004. Nel febbraio 2006 completò l'addestramento per i candidati astronauti, che comprendeva lezioni scientifiche e tecniche, istruzione intensiva sui sistemi dello Shuttle e della ISS, allenamento fisico, addestramento di volo sui velivoli T-38, addestramento alla sopravvivenza in acqua e in zone disabitate, addestramento alle attività extraveicolari (EVA) e addestramento di Operatore robotico (MRO) del Mobile Servicing System (MSS) dell'Agenzia spaziale canadese.
Dopo il suo addestramento di base, Walker assunse le funzioni di astronauta di supporto per l'equipaggio della Expedition 14, il cui ruolo era di essere il contatto principale per il coordinamento, la pianificazione e le interazioni dell'equipaggio, oltre che il rappresentante principale per l'equipaggio in orbita. Inoltre, Walker venne assegnata come CAPCOM nel Controllo missione di Houston, tra cui Capo CAPCOM per la missione Shuttle STS-118.
Nell'estate del 2007, iniziò l’addestramento come comandante dell'equipaggio di riserva dell'Expedition 22 e ingegnere di volo dell'equipaggio principale per l'Expedition 24/25 sulla Stazione Spaziale Internazionale. Al suo ritorno servì come vice direttore delle Divisioni Sojuz e Sicurezza e Direttore della divisione Operazioni della ISS dell’Ufficio Astronauti. Nell'ottobre del 2011 comandò la missione analoga NEEMO 15 a bordo del laboratorio sottomarino Aquarius. Il 21 ottobre Walker e il suo equipaggio divennero ufficialmente acquanauti, dopo aver trascorso più di 24 ore continuative sott'acqua; divenne la 35ª persona ad essere sia un astronauta che un acquanauta. Walker fu anche un membro della spedizione 2014 – 2015 Antarctic Search for Meteorites (ANSMET). Nel 2017 fu membro dell'equipaggio di riserva della Sojuz MS-06, prima di essere trasferita agli equipaggi commerciali americani.

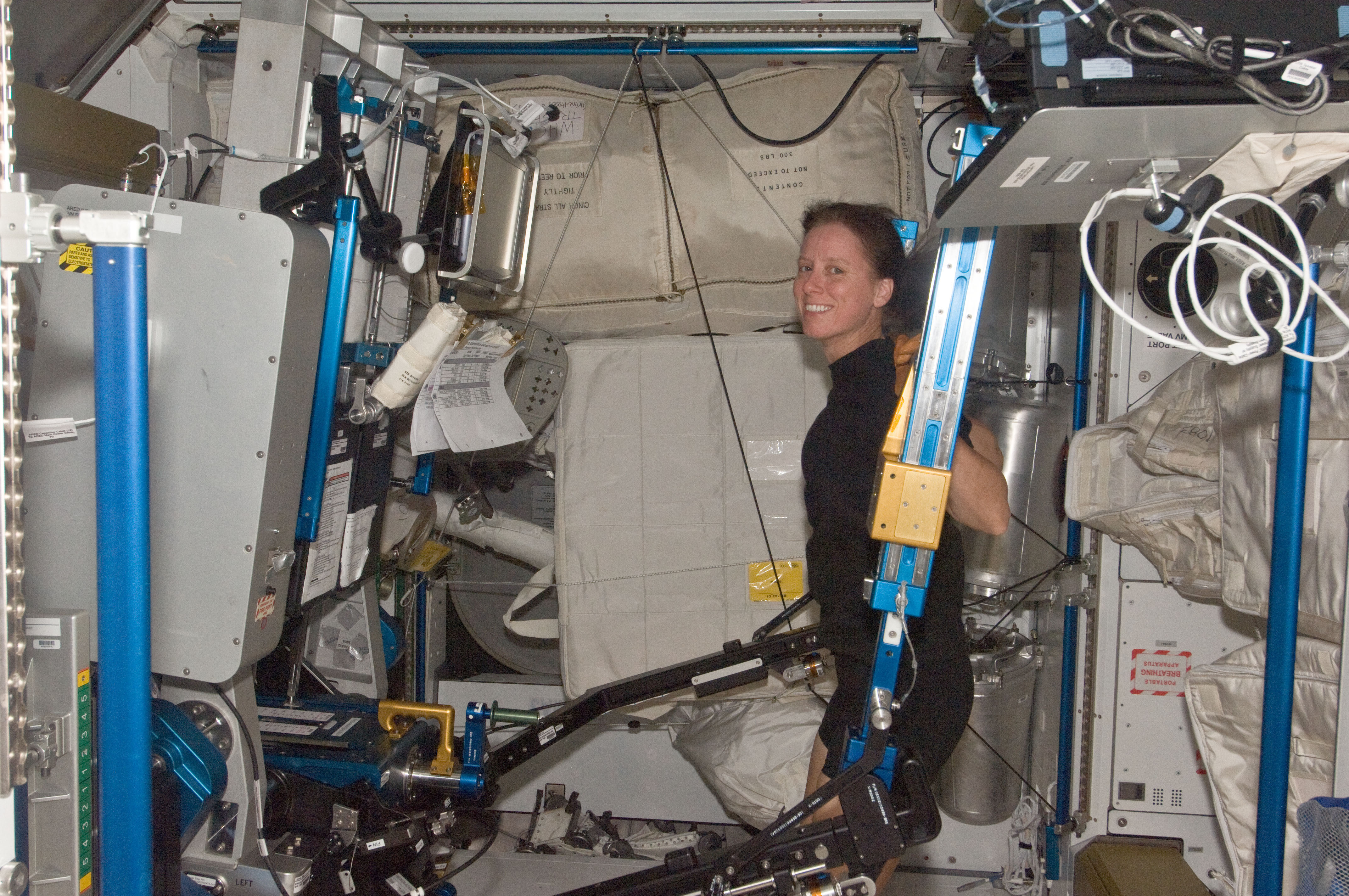
Walker mentre si allena con l'attrezzo ginnico ARED a bordo della ISS

#### Expedition 24/25
Walker venne lanciata il 15 giugno 2010 a bordo della Sojuz TMA-19 dal Cosmodromo di Bajkonur come ingegnere di volo 1 insieme al comandante Fëdor Jurčichin e l’ingegnere di volo 2 Douglas Wheelock, attraccando due giorni dopo alla ISS per le Expedition 24/25. Si trovava a bordo della ISS quando la notte del 31 luglio 2010 una pompa di ammoniaca del circuito A del sistema di raffreddamento dell’USOS smise di funzionare, facendo scattare gli allarmi all'interno della ISS e svegliando l'equipaggio. Il mancato funzionamento di questa pompa impedì il raffreddamento della metà della Stazione e perciò i controllori a Terra dovettero spegnere due dei quattro giroscopi statunitensi che controllavano l'orientamento della ISS stazione, un canale di comunicazione, diversi convertitori di corrente dei pannelli solari e diversi Multiplexer-demultiplexers. Gli astronauti americani dovettero collegare dei cavi ponticello tra il modulo russo Zarja e il segmento statunitense per evitare ulteriori problemi di riscaldamento; nonostante ciò l'equipaggio e la ISS non sono mai stati in pericolo, avendo ancora il circuito B del sistema di raffreddamento funzionante. Non essendo riusciti a risolvere il problema da Terra, il Controllo missione decise di sostituire la pompa di ammoniaca difettosa con una funzionante di ricambio durante tre attività extraveicolari (EVA), svolte da Wheelock e Tracy Caldwell Dyson nella prima metà di agosto, durante le quali Walker ricoprì il ruolo di responsabile robotico del Canadarm2. Fece ritorno sulla Terra il 25 novembre 2010 atterrando nelle steppe disabitate del Kazakistan dopo 163 giorni di missione.

#### SpaceX Crew-1
Il 31 marzo 2020 venne assegnata alla prima missione operativa della navicella Crew Dragon (SpaceX Crew-1) insieme al Michael Hopkins, Victor Glover e Soichi Noguchi con partenza prevista per fine 2020. Il 16 novembre 2020 tornò nello spazio per la seconda volta per prendere parte alla missione di lunga durata Expedition 64 a bordo della ISS.

## Vita privata
È sposata con l'astronauta NASA Andy Thomas. Nel tempo libero le piace cucinare, correre, fare sollevamento pesi, pilotare gli aerei, andare in campeggio e viaggiare.